# Gunnarsnäs landskommun
Gunnarsnäs landskommun var en tidigare kommun.

## Administrativ historik
Kommunen inrättades i Gunnarsnäs socken i Nordals härad i Dalsland när 1862 års kommunalförordningar trädde i kraft 1863.
Landskommunen upphörde vid kommunreformen 1952, då den gick upp i Kroppefjälls landskommun, som 1969 uppgick i Melleruds köping som 1971 ombildades till Melleruds kommun.

## Politik

### Mandatfördelning i Gunnarsnäs landskommun 1938-1946
| 4 | 1 | 6 | 4 | 5 |

| 19 |

| 6 | 5 | 4 | 5 |

| 19 |

| 7 | 7 | 3 | 3 |

| 18 |